# UD Vilafranquense
UD Vilafranquense is een Portugese voetbalclub uit Vila Franca de Xira, een district dat onderdeel is van Lissabon. De club speelde zijn thuiswedstrijden in het Campo do Cevadeiro, dat plaats biedt aan 2.500 toeschouwers. De clubkleuren zijn wit en rood.

## Geschiedenis
De club werd opgericht op 12 april 1957 als een fusie van vier regionale clubs. Met als doel de grootste club in de regio te creëren. De eerste president van de club was Vidal Baptista.
Sinds het seizoen 2009/10 was er een stijgende lijn zichtbaar in de prestaties van de club. Destijds behaalde de club promotie naar het vijfde niveau. Vier seizoenen later werd promotie bemachtigd naar het vierde niveau. De club was daar echter maar kort actief omdat er in het tweede seizoen al promotie werd behaald naar het derde niveau, waar het drie seizoenen actief was. In 2019 werd voor het eerst in de geschiedenis van de club promotie afgedwongen naar de Liga Portugal 2. Sindsdien was de club actief op het tweede niveau.
Vanwege de slechte staat van het Campo do Cevadeiro speelde de club 50 kilometer verder in Rio Maior. De aparte rechtsvorm Sociedade Anónima Desportiva (SAD), waarin het profvoetbal was ondergebracht, splitste zich op 5 mei 2023 af van de club en beiden gingen na het seizoen 2022/23 uit elkaar. De SAD ging verder als AVS Futebol SAD in de Liga 2 in Vila das Aves en nam de uitingen en faciliteiten van het failliete CD Aves over. UD Vilafranquense ging verder op het zevende niveau in de regionale reeksen rond Lissabon.